# Cees Vreugdenhil
Cees Vreugenhil (Dirksland, 2 april 1946) is een emeritus predikant en voormalige zendeling binnen het kerkverband van de Gereformeerde Gemeenten.

## Biografie
Vreugdenhil werd in 1974 als zendeling door de Gereformeerde Gemeente te Zoetermeer uitgezonden naar Irian Jaya, waar hij werkte onder de Papuabevolking. Tijdens zijn periode werd hier op 25 juni 1984 de zendingskerk Gereja Jemaat Protestan di Irian Jaya opgericht. Hij werkte als theologisch docent namens de Zending Gereformeerde Gemeenten in het centrale bergland van de Indonesische provincie. Aanvankelijk vanuit het dorpje Landikma, later vanuit het centraler gelegen Pass Valley.
In 1987 werd Vreugdenhil predikant te Vlissingen. Vanaf 1992 diende hij de gemeente van Lelystad, waarna in 1999 een beroep naar de gemeente van Groningen werd aangenomen. In 2004 werd hij opnieuw in Vlissingen beroepen. Sinds april 2013 diende hij de gemeente van Houten (Utrecht). Op 8 januari 2018 ging Vreugdenhil met emeritaat.
Vreugdenhil heeft binnen de Gereformeerde Gemeenten met enige regelmaat van zich doen spreken. Zo had hij in 2007 kritiek (wat uiterst zeldzaam is binnen het kerkverband) op een inmiddels vervallen synodebesluit om zendingspredikanten niet toe te laten op de kansels. Verder had hij als enige predikant binnen het kerkverband zitting, op persoonlijke titel, in het bestuur van de Herziene Statenvertaling, waaruit hij zich op uitdrukkelijk verzoek van de Generale Synode terugtrok.

## Boeken
- Zuiver en heilig bewaren. 2013. ISBN 9789033634130
- Pelgrimstocht, Zeven Weken In De Voetsporen Van Christus. 2012. ISBN 9789088652042
- Omgang Met God, Bevindelijk Geloven Naar Schrift En Belijdenis. 2010. ISBN 9789058299970
- Triomftocht, overdenkingen van Pasen naar Pinksteren. 2009. ISBN 9789088650840
- Vruchtdragen voor Hem. ISBN 9789058297259
- Onnaspeurlijke rijkdom. Bijbelstudies over de Efezebrief. ISBN 9789050307369
- Leven Door De Geest, Over Romeinen 8. 2009. ISBN 9789058299147
- Borgtocht, 49 Overdenkingen Voor De Lijdensweken. 2008. ISBN 9789061406457
- Abraham, vader en vriend. 2002. ISBN 9789050305655
- Bekering, Ook voor jou? 2002. ISBN 9789058293527
- Levend geloof. 2001. ISBN 9789058292476
- Wat Is Bevinding? 2000. ISBN 9789050308427
- Als je bidt... 1999. ISBN 9789050309691
- Jona de profeet. 2007. ISBN 9789075957518
- De prediking van de verzoening. 1999. ISBN 90-6140-616-1
- Brieven uit de hemel, bijbelstudies over de brieven aan de zeven gemeenten. 1997. ISBN 9789050307376
- Petrus, de apostel der hoop. 1996. ISBN 90-6085-175-7
- Het wachtwoord van de kerk, De Apostolische Geloofsbelijdenis toegelicht vanuit ons gereformeerd belijden. 1996. ISBN 9789050306355.
- Alles uit Hem, over de orde des heils. 2016. ISBN 9789050301664
- Vrijwillige liefde, Bijbelstudies over de profeet Hosea. 1994. ISBN 9789050304375
- Tot een getuigenis voor alle volken. Bevestiging, intrede en afscheid van Ds C.G. Vreugdenhil 1974. Uitgave van de Zending Gereformeerde Gemeenten
- De lofzang van Dordt. 2014. ISBN 9789088970924
- Zie, Ik kom haastig. 2017. ISBN 9789088971549
- Gij zult Mijn getuigen zijn. 2005. ISBN 9789058292919

Trilogie over zijn zendingswerk in Nieuw-Guinea:
- Maar nu nabijgekomen. 1978.
- Medeburgers der heiligen: een jonge kerk op weg naar de volwassenheid. 1983. ISBN 9789033103346
- Vreemdelingen en huisgenoten. 1991. ISBN 9789033107573